# Гульськ
Гульськ — село в Україні, у Стриївській сільській територіальній громаді Звягельського району Житомирської області. Населення становить 1 163 осіб (2023).

## Історія
Село при річці Случі, від Житомира 75 верст, від Новоград-Волинського і найближчої станції — 10 верст. Церква Св. Миколая, побудована в 1747 році за кошти прихожан.
У 1906 році в селі було 260 дворів і 1360 мешканців
У Гульську розташована гульська «міна» — одне з ключових укріплень Новоград-Волинського укріпрайону, збудованого в 1932—1939 роках..
12 червня 2020 року, відповідно до розпорядження Кабінету Міністрів України № 711-р «Про визначення адміністративних центрів та затвердження територій територіальних громад Житомирської області», територію та населені пункти Гульської сільської ради включено до складу Стриївської сільської територіальної громади Новоград-Волинського (згодом — Звягельський) району Житомирської області.

## Населення

### Мова
Розподіл населення за рідною мовою за даними перепису 2001 року:
| Мова            | Кількість | Відсоток |
| --------------- | --------- | -------- |
| українська      | 1339      | 98.46%   |
| російська       | 20        | 1.47%    |
| інші/не вказали | 1         | 0.07%    |
| Усього          | 1360      | 100%     |

## Відомі люди
- Бакало Олекса Олександрович — військовий і громадський діяч; сотник Армії УНР.
- Волиняк Петро (1907—1969) — активний діяч української громади в Канаді, дослідник історії української еміграції в Канаді, автор п'яти підручників для українських шкіл у Канаді.
- Володимир Михайлович Куриленко (1948—2012) — український мовознавець, діалектолог. Ректор Глухівського педагогічного інституту ім. С. М. Сергєєва-Ценського (1990—1995).
- Луцько Богдан Вікторович (1981—2014) — сержант Збройних сил України, загинув у боях за Савур-могилу.
- Немоловський Олександр Олексійович (1876—1960) — громадський і церковний діяч, митрополит Брюссельський і Бельгійський.
- Подолянчук Василь Володимирович (1981—2014) — старший сержант Збройних сил України, учасник російсько-української війни.
- Чечет Юрій Васильович (1972—2014) — сержант Збройних сил України, учасник російсько-української війни.